# World Team Challenge 2008
Il World Team Challenge 2008 si è svolto il 27 dicembre alla Veltins-Arena di Gelsenkirchen.
La competizione si articola in due fasi: una prima gara in mass start e una seconda gara di inseguimento, con distacchi dimezzati. 

## Risultati
| Pos | Atleti                                  | Nazione            | Tempo    |
| --- | --------------------------------------- | ------------------ | -------- |
| 1   | Andrij Derysemlja e Oksana Chwostenko   | Ucraina            | 32:21,6  |
| 2   | Christoph Sumann e Martina Beck         | Austria e Germania | +0:14,6  |
| 3   | Dmitri Jaroschenko e Jekaterina Jurjewa | Russia             | +0:32,8  |
| 4   | Michael Rösch e Kati Wilhelm            | Germania           | +0:57,0  |
| 5   | Rune Brattsveen e Tora Berger           | Norvegia           | +1:44,0  |
| 6   | Alexander Wolf e Andrea Henkel          | Germania           | +1:58,8  |
| 7   | Michael Greis e Kathrin Hitzer          | Germania           | +2:10,9  |
| 8   | Vincent Defrasne e Sylvie Becaert       | Francia            | +2:40,2  |
| 9   | Jay Hakkinen e Lanny Barnes             | Stati Uniti        | Doppiato |
| 10  | Emil Hegle Svendsen e Solveig Rogstad   | Norvegia           | Doppiato |